# Buzz! Junior: Dino Den
Buzz! Junior: Dino Den (prt: Buzz! Junior: Dino Mania) é o quarto jogo do Buzz! Júnior de jogos de festa, e contará com dinossauros como jogadores. Zumbido! Junior: Dino Den consiste em trinta e cinco mini-jogos diferentes, incluindo dez novos mini-jogos de equipe. O jogo é desenvolvido pela Cohort Studios e publicado pela Sony Computer Entertainment Europe, e como os outros jogos da série, o jogo será lançado primeiro para o Sony PlayStation 2.
O jogo foi posteriormente portado para o PlayStation 3 e lançado em 10 de dezembro de 2009 na Europa como um download da PlayStation Store. Inclui suporte para troféus e a capacidade de usar um controlador de jogo DualShock, bem como o Buzz! Buzzer.

## Jogabilidade
A jogabilidade é baseada em vários mini-jogos, cada um bastante simples e direto de jogar usando os quatro Buzz! controladores. O jogo é voltado principalmente para o mercado familiar, mas oferece entretenimento atraente para quase qualquer pessoa de qualquer idade. O jogo simples permite que as crianças participem, ao mesmo tempo que se divertem o suficiente para crianças mais velhas e adultos.
O jogo é semelhante em conceito ao outro Buzz! Júnior-games, oferecendo minijogos baseados em dinossauros em um ambiente pré-histórico. Uma das principais novidades que Dino Den traz para a série é o jogo em equipe, onde os 4 jogadores são divididos em 2 equipes e trabalham juntos para vencer aquele minijogo específico. Se não houver jogadores humanos suficientes, um jogador de computador preencherá o espaço aberto.

## Recepção e críticas
A VideoGamer.com e a ImpulseGamer deram uma nota de 8/10, já a PALGN e a AceGamez deram uma nota de 7/10. A SpanishReview deu uma nota de 70 em 100.